# José David Ramírez
José David Ramírez García (León, 14 dicembre 1995) è un calciatore messicano, centrocampista del León.

## Caratteristiche tecniche
È un esterno sinistro.

## Carriera

### Nazionale
Nel 2015 con la nazionale Under-20 messicana ha disputato il campionato nordamericano Under-20 ed il Mondiale Under-20.

## Palmarès

### Club

#### Competizioni nazionali
- Copa MX: 1

Chivas: Apertura 2015
- Campionato messicano: 1

Leon: Apertura 2020

#### Competizioni internazionali
- Leagues Cup: 1

Leon: 2021
- CONCACAF Champions League: 1

Leon: 2023

### Nazionale
- Campionato CONCACAF Under-20: 1

2015